# Лаверн (Північна Дакота)
Лаверн (англ. Luverne) — місто (англ. city) в США, в окрузі Стіл штату Північна Дакота. Населення — 28 осіб (2020).

## Географія
Лаверн розташований за координатами 47°15′5″ пн. ш. 97°56′6″ зх. д. / 47.25139° пн. ш. 97.93500° зх. д. (47.251394, -97.934877).  За даними Бюро перепису населення США в 2010 році місто мало площу 0,66 км², уся площа — суходіл.

## Демографія
Згідно з переписом 2010 року, у місті мешкала 31 особа в 17 домогосподарствах у складі 9 родин. Густота населення становила 47 осіб/км².  Було 21 помешкання (32/км²).
Расовий склад населення:
| - 90,3 % — білих - 6,5 % — корінних американців |

До двох чи більше рас належало 3,2 %. Частка іспаномовних становила 0,0 % від усіх жителів.
За віковим діапазоном населення розподілялося таким чином: 16,1 % — особи молодші 18 років, 67,8 % — особи у віці 18—64 років, 16,1 % — особи у віці 65 років та старші. Медіана віку мешканця становила 43,5 року. На 100 осіб жіночої статі у місті припадало 121,4 чоловіків;  на 100 жінок у віці від 18 років та старших — 160,0 чоловіків також старших 18 років.
Цивільне працевлаштоване населення становило 50 осіб. Основні галузі зайнятості: виробництво — 42,0 %, сільське господарство, лісництво, риболовля — 38,0 %, транспорт — 4,0 %, оптова торгівля — 4,0 %.